# Torneo di Tolone 2009
Il Torneo di Tolone del 2009 è stata la 37ª edizione di questo torneo calcistico, ed è stato giocato dal 3 al 12 giugno 2009.

## Nazionali partecipanti
- Argentina
- Cile
- Egitto
- Emirati Arabi Uniti
- Francia (paese ospitante)
- Paesi Bassi
- Portogallo
- Qatar

## Sedi delle partite
- Aubagne
- Bormes
- La Seyne
- Saint-Cyr-sur-Mer
- Tolone

## Risultati

### Gruppo A

#### Classifica
| Team                | Pld | W | D | L | GF | GA | GD | Pts |
| ------------------- | --- | - | - | - | -- | -- | -- | --- |
| Argentina           | 3   | 2 | 1 | 0 | 8  | 3  | +5 | 7   |
| Paesi Bassi         | 3   | 1 | 1 | 1 | 2  | 5  | −3 | 4   |
| Emirati Arabi Uniti | 3   | 1 | 1 | 1 | 2  | 2  | 0  | 4   |
| Egitto              | 3   | 0 | 1 | 2 | 3  | 5  | −2 | 1   |

#### Riepilogo partite
| Arbitro: | Damien Ledentu |

|  |           |             |
|  | Marcatori | 32’ Abdalla |

| Arbitro: | Jérôme Laperrière |

|                                                |           |  |
| Jara 10’ Perotti 47’ Banega 65’ Buonanotte 81’ | Marcatori |  |

| Arbitro: | Carlos Xistra |

|                     |           |  |
| van Wolfswinkel 36’ | Marcatori |  |

| Arbitro: | Banjar Al-Dosari |

|                                            |           |                                            |
| Banega 39’ (rig.) Gómez 53’ Buonanotte 71’ | Marcatori | 37’ Ahmed Mohamed 58’ (rig.) Islam Ramadan |

| Arbitro: | Halis Özkahya |

|                |           |                |
| Al-Menhali 45’ | Marcatori | 53’ Trecarichi |

| Arbitro: | Damien Ledentu |

|                      |           |             |
| Mostafa "Afroto" 13’ | Marcatori | 67’ Deekman |

### Gruppo B

#### Classifica
| Team       | Pld | W | D | L | GF | GA | GD  | Pts |
| ---------- | --- | - | - | - | -- | -- | --- | --- |
| Cile       | 3   | 3 | 0 | 0 | 5  | 0  | +5  | 9   |
| Francia    | 3   | 2 | 0 | 1 | 2  | 1  | +1  | 6   |
| Portogallo | 3   | 1 | 0 | 2 | 6  | 2  | +4  | 3   |
| Qatar      | 3   | 0 | 0 | 3 | 0  | 10 | -10 | 0   |

#### Riepilogo partite
| Arbitro: | Halis Özkahya |

|  |           |              |
|  | Marcatori | 78’ Martínez |

| Arbitro: | Ghead Zaglol Grisha |

|            |           |  |
| Sako 80+2’ | Marcatori |  |

| Arbitro: | Jérôme Laperrière |

|              |           |  |
| Sankharé 27’ | Marcatori |  |

| Arbitro: | Abdulla Mohamed |

|  |           |                              |
|  | Marcatori | 23’, 65’ Vargas 68’ Martínez |

| Arbitro: | Abdulla Mohamed |

|                                                             |           |  |
| Coentrão 18’ (rig.), 24’, 36’ Yazalde 30’, 62’ Oliveira 31’ | Marcatori |  |

| Arbitro: | Ghead Zaglol Grisha |

|                |           |  |
| Martínez 80+1’ | Marcatori |  |

### Semifinali
| Arbitro: | Carlos Xistra |

|                                     |                      |                                                  |
| Vargas 20’                          | Marcatori            | 11’ van Wolfswinkel                              |
| Martínez Medel Vargas Pavez Barrera | Tiri di rigore 5 – 4 | Deekman Ter Horst Janmaat Roorda van Wolfswinkel |

| Arbitro: | Halis Özkahya |

|                             |                      |                          |
| Buonanotte 10’              | Marcatori            | 6’ Kembo Ekoko           |
| Perotti Banega Pezzela Jara | Tiri di rigore 1 – 3 | Sertic Capoue N'Gog Sako |

### Finale per il 3º e 4º posto
| Arbitro: | Damien Ledentu |

|  |           |                |
|  | Marcatori | 78’ Buonanotte |

### Finale
| Arbitro: | Jérôme Laperrière |

|              |           |  |
| Martínez 73’ | Marcatori |  |

## Marcatori
4 reti
- Diego Buonanotte
- Gerson Martínez

3 reti
- Fábio Coentrão
- Eduardo Vargas

2 reti
- Éver Banega
- Yazalde Gomes Pinto
- Ricky van Wolfswinkel

1 rete
- Alejandro Darío Gómez
- Franco Jara
- Diego Perotti
- Mohamed Fawzi Abdalla
- Bakary Sako
- Marzouk Salah
- Islam Ramadan
- Younousse Sankharé
- Donovan Deekman
- Mostafa "Afroto"
- Lucas Trecarichi
- Sultan Al-Menhali
- Stanislas Oliveira
- Jirès Kembo Ekoko